# 17649 Brunorossi
17649 Brunorossi este un asteroid din centura principală de asteroizi.

## Descriere
17649 Brunorossi este un asteroid din centura principală de asteroizi. A fost descoperit pe 17 octombrie 1996 la Colleverde de Vincenzo Silvano Casulli. Asteroidul prezintă o orbită caracterizată de o semiaxă mare de 2,61 ua, o excentricitate de 0,18 și o înclinație de 15,5° în raport cu ecliptica.